# Strada statale 127 Settentrionale Sarda

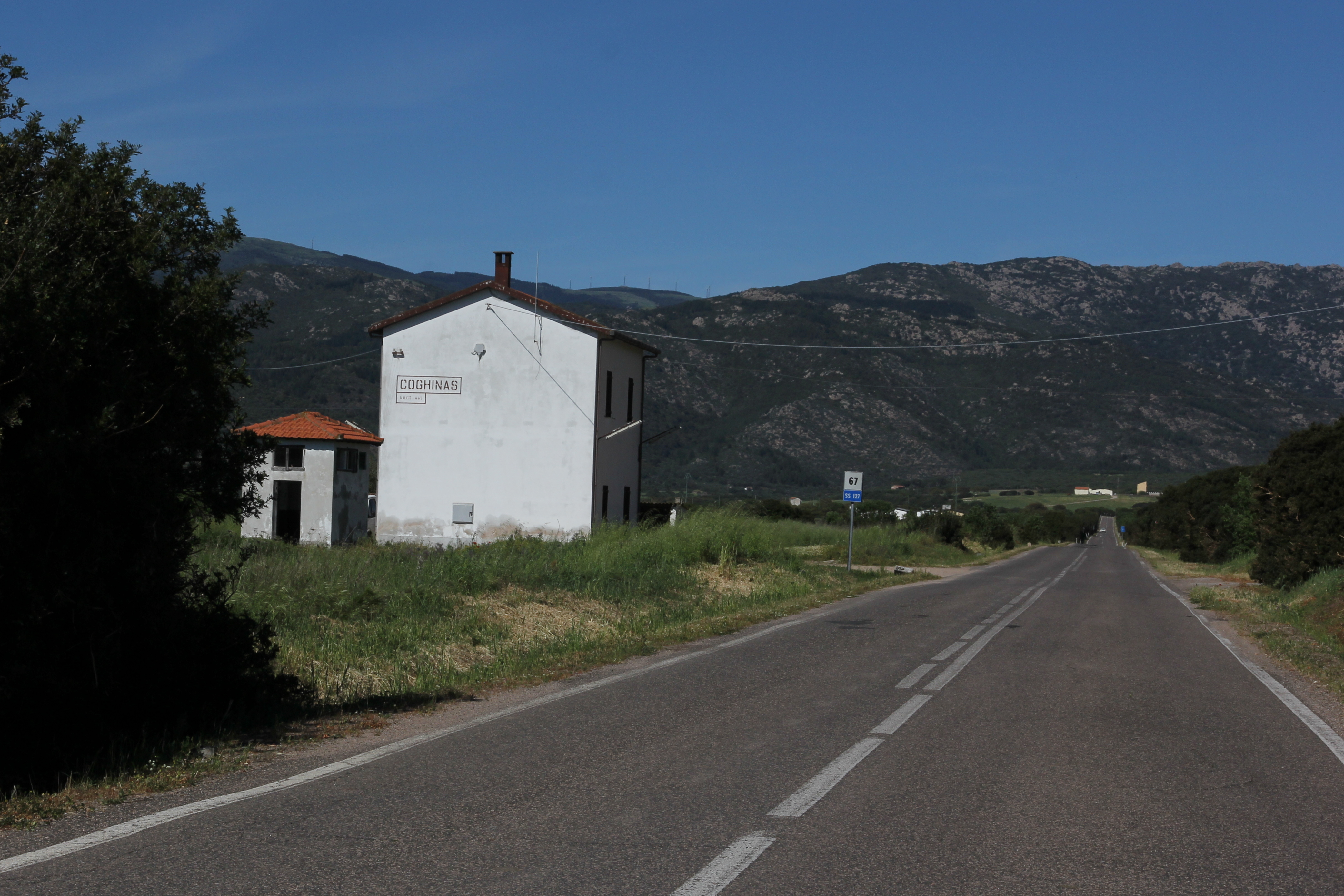
La SS 127 all'altezza della stazione di Coghinas

La strada statale 127 Settentrionale Sarda (SS 127) è una strada statale italiana. È la più antica via di collegamento del nord della Sardegna.

## Storia
La strada statale 127 venne istituita nel 1928 con il seguente percorso: "Terranova Pausania - Tempio Pausania - Laerru - Sassari - Porto Torres."
Nel 1935 il percorso venne accorciato alla sua estremità occidentale e così definito: "Terranova Pausania - Tempio Pausania - Laerru - Martis - Innesto presso Sassari con la S.S. n. 131 in località Scala di Giocca."; il tratto abbandonato divenne parte della strada statale 131.

## Percorso

### Da Olbia a Tempio Pausania
Inizia a Olbia, dalla strada statale 125 Orientale Sarda, e si snoda verso ovest attraverso l'interno dell'isola incontrando paesaggi suggestivi. Da Olbia la strada sale pian piano verso i rilievi centrali, toccando le località di Telti, Calangianus e Tempio Pausania. In questo tratto è particolarmente apprezzata dai mototuristi, in virtù delle innumerevoli curve e dei paesaggi spettacolari che attraversa. A Tempio Pausania la strada incrocia la strada statale 392 del Lago del Coghinas e la strada statale 133 di Palau.

### Da Tempio Pausania a Sassari
Da Tempio Pausania il tracciato digrada verso le colline del nord dell'isola, supera il bivio per Bortigiadas (dopo il quale si diparte la strada statale 672 Sassari-Tempio a scorrimento veloce) e il fiume Coghinas presso Perfugas. Prosegue quindi verso ovest, su un percorso piuttosto curvilineo dove sale di quota, e attraversa Laerru (dove diparte la strada statale 134 di Castel Sardo), Martis (dove diparte la strada statale 132 di Ozieri), Nulvi e Osilo. Dopo alcuni chilometri, digradando nuovamente, arriva infine a Sassari, terminando innestandosi sul vecchio tracciato della strada statale 131 Carlo Felice a ovest della città.